# Музика Ізраїлю
Музика Ізраїлю
Ізраїльська музична культура складалася на основі національних музичних культур палестинських євреїв та арабів, а також музичних традицій, принесених євреями, що переселилися до Ізраїлю з різних країн.
З утворенням держави Ізраїль (1948) були створені музичні установи, діяльність яких сприяла розвитку музики Ізраїлю — Ізраїльська філармонія (на базі палестинського, зараз Ізраїльського симфонічного оркестру, що існував з 1936 року), симфонічний оркестр радіо і телебачення м. Хайфи, камерний оркестр Рамат-Ґану, Ізраїльська національна опера (перетворена з Палестинської опери, заснованої 1941 року), працюють консерваторії в Тель-Авіві.
В Ізраїлі проходять щорічний фестиваль музики і драми (з 1961 року), міжнародний конкурс піаністів імені Артура Рубінштейна та міжнародний конкурс арфістів (з 1959 року).
Існують Ліга і Фонд композиторів Ізраїлю, музичне видавництво.
У сучасній естрадній музиці Ізраїлю популярними є середземноморські музичні традиції, зокрема стиль мізрахі́. Починаючи з 1973 року Ізраїль майже щорічно бере участь в Євробаченні. Цей конкурс ізраїльські співаки вигравали тричі, двічі Ізраїль став місцем проведення конкурсу. Ейлат проводить власний міжнародний фестиваль щоліта з 1983 року — Red Sea Jazz Festival. Продовжуючи традиції східноєвропейського єврейського театру на їдиші, Ізраїль підтримує енергійне театральне життя. Театр Габіма, заснований в 1918 році в Тель-Авіві, є найстаршим ізраїльським репертуарним театром..
Серед відомих сучасних музикантів є Маті Каспі (івр. מתי כספי), Шломо Ґроніх (івр. שלמה גרוניך), Егуд Манор (івр. אהוד מנור), Єгудіт Равіц (івр. יהודית רביץ) та Шалом Ганох (івр. שלום חנוך).

## Ключові Артисти
- Пісні Землі Ізраїлю: Ар'є Айнштейн, Іланіт[ru], Шошана Дамарі, Яфа Ярконі, Хава Альберштейн, Єхорам Гаон[ru], Естер Офарім, Наомі Шемер, Яїр Розенблум[en], Ерік Лаві[en], Нехама Гендель[en], Нуріт Гірш, Узі Хітман[en].
- Музика мізрахіт: Зогар Арґов, Ейяль Голан, Амір Беніон[en], Хаїм Моше[en], Авігу Медіна, Шимі Тавори[en], Шломі Шабат[en], Зехава Бен[en], Саріт Хадад, Дуду Аарон, Ішай Леві[en], Кобі Перец[ru], Ліор Наркіс, Офер Леві, Маргаліт Тцанані[en], Моше Перец[ru], Омар Адам[ru], Іден Бен Закен.
- Поп: Шломо Арци[ru], Хай файв[en], Етнікс[en], Тіпекс[ru], Шмулик Краус[ru], Ієгудіт Равітц[en], Ігаль Башан[en], Офра Хаза, Цвіка Пік, Ярдена Аразі, Гіді Гов[en], Рита, Галі Атарі.
- Рок: Шалом Ханох, Тамоз, Рона Кінан[en], Пітер Рот[en], Каверет[ru], Тислам[en], Ієгуда Полікер[en], Машина[ru], Друзі Наташи[en], Рамі Фортіс[en], Беррі Сахароф[en], Авів Геффен[ru], Де дитина?[en], Євреї[en], Виставка кроликів доктора Каспера[en], Моніка Секс[en].
- Хіп-хоп: Субліміналь[en], Тінь[en], Shabak Samech[en], Fishi Ha-Gadol[en], Hadag Nahash[en], Равид Плотник[en], Тунець[en], Саголь 59[en], Урі Шохат[en], Коен @ Мошон[en], Рон Нешер[en], Майкл Свїсса[en].

## Виноски
1. ↑  Israel. Eurovision Song Contest (англійською) . Eurovision Broadcasting Union. Архів оригіналу за 22 червня 2007. Процитовано 13 серпня 2007. {{cite web}}: Недійсний |deadurl=404 (довідка)
2. ↑  Red Sea Jazz Festival Eilat. Архів оригіналу за 25 листопада 2007. Процитовано 26 жовтня 2009.
3. ↑  הלאומי הבימה[недоступне посилання]